# Henry Labouchere (baron)
Henry Labouchere, 1. baron Taunton (ur. 15 sierpnia 1798 w Over Stowey w hrabstwie Somerset, zm. 13 lipca 1869 tamże) – brytyjski polityk, członek stronnictwa wigów, minister w rządach lorda Melbourne’a, lorda Johna Russella i lorda Palmerstona.
Pochodził z hugenockiej rodziny kupieckiej. Studiował na Uniwersytecie Oksfordzkim. Uczelnię ukończył z tytuł bakałarza w 1821 r. Tytuł magistra uzyskał w 1828 r. W 1826 r. został wybrany do Izby Gmin jako reprezentant okręgu Mitchell. Od 1830 r. reprezentował okręg wyborczy Taunton.
Pierwszym urzędem Labouchere'a było stanowisko cywilnego lorda Admiralicji, które objął w 1832 r. W 1834 r. przez krótki czas był wiceprzewodniczącym Zarządu Handlu. Ponownie sprawował to stanowisko w latach 1835–1839. Następnie został podsekretarzem stanu w Ministerstwie Wojny i Kolonii. Jeszcze w tym samym 1839 r. został członkiem gabinetu jako przewodniczący Zarządu Handlu i pozostał na tym stanowisku do upadku gabinetu w 1841 r. W latach 1835–1841 był zarządcą Mennicy. Po powrocie wigów do władzy w 1846 r. został Głównym Sekretarzem Irlandii. W latach 1847–1852 ponownie stał na czele Zarządu Handlu. W latach 1855–1858 był ministrem kolonii.
W 1859 r. Labouchere otrzymał tytuł 1. barona Taunton i zasiadł w Izbie Lordów. Zmarł w 1869 r. Był żonaty z Frances Baring (ślub w 1840 r.) i z lady Mary Howard (ślub w 1852 r.). Doczekał się trzech córek. Wraz z jego śmiercią wygasł tytuł parowski.